# Kvotientkriteriet
Kvotientkriteriet er en måde, hvorpå det kan testes, om en uendelig matematisk række går mod en bestemt sum, konvergerer, eller ej, divergerer.

## Brug
Testen kan anvendes for rækker givet ved
{\displaystyle \sum _{n=1}^{\infty }{a_{n}}},
hvor
{\displaystyle a_{n}>0}
Der skal da kunne findes en kvotient
{\displaystyle \lim _{n\to \infty }\rho ={\frac {a_{n+1}}{a_{n}}}},
som enten konvergerer eller går mod uendelig. Dennes værdi afgør, hvorvidt der er tale om konvergens. Det gælder:
1. {\displaystyle 0\leq \rho <1}: Rækken er konvergent.
2. {\displaystyle 1<\rho \leq +\infty }: Rækken er divergerende mod positiv uendelig.
3. {\displaystyle \rho =1}: Kvotientkriteriet fortæller ikke, om rækken er konvergent eller går mod positiv uendelig.[1]

## Fodnoter
1. 1 2  Adams, Robert A.; Essex, Christopher. "Sequences, Series, and Power Series", Calculus: A Complete Course (7. udgave), Pearson Canada Inc. 2010, Toronto, s. 517. ISBN 978-0-321-54928-0.